# Новая Деревня (исторический район, Санкт-Петербург)
Но́вая Дере́вня (фин. Mantere) — исторический район Санкт-Петербурга на правом берегу Большой Невки, напротив Каменного острова (Приморский район). В административном устройстве Петербурга-Петрограда до 1917 года входила, наряду со Старой Деревней и Коломягами, в Новодеревенский участок.
Новодеревенский участок — единица дореволюционного административно-территориального деления Петербурга. Вплоть до проведённой в 1917 году реформы территориального устройства Петрограда, в ходе которой деление города на неравнозначные части было упразднено и на месте частей и участков были созданы районы, входил в группу так называемых пригородных участков, статус которых отличался от участков (районов), составляющих город, как таковой.

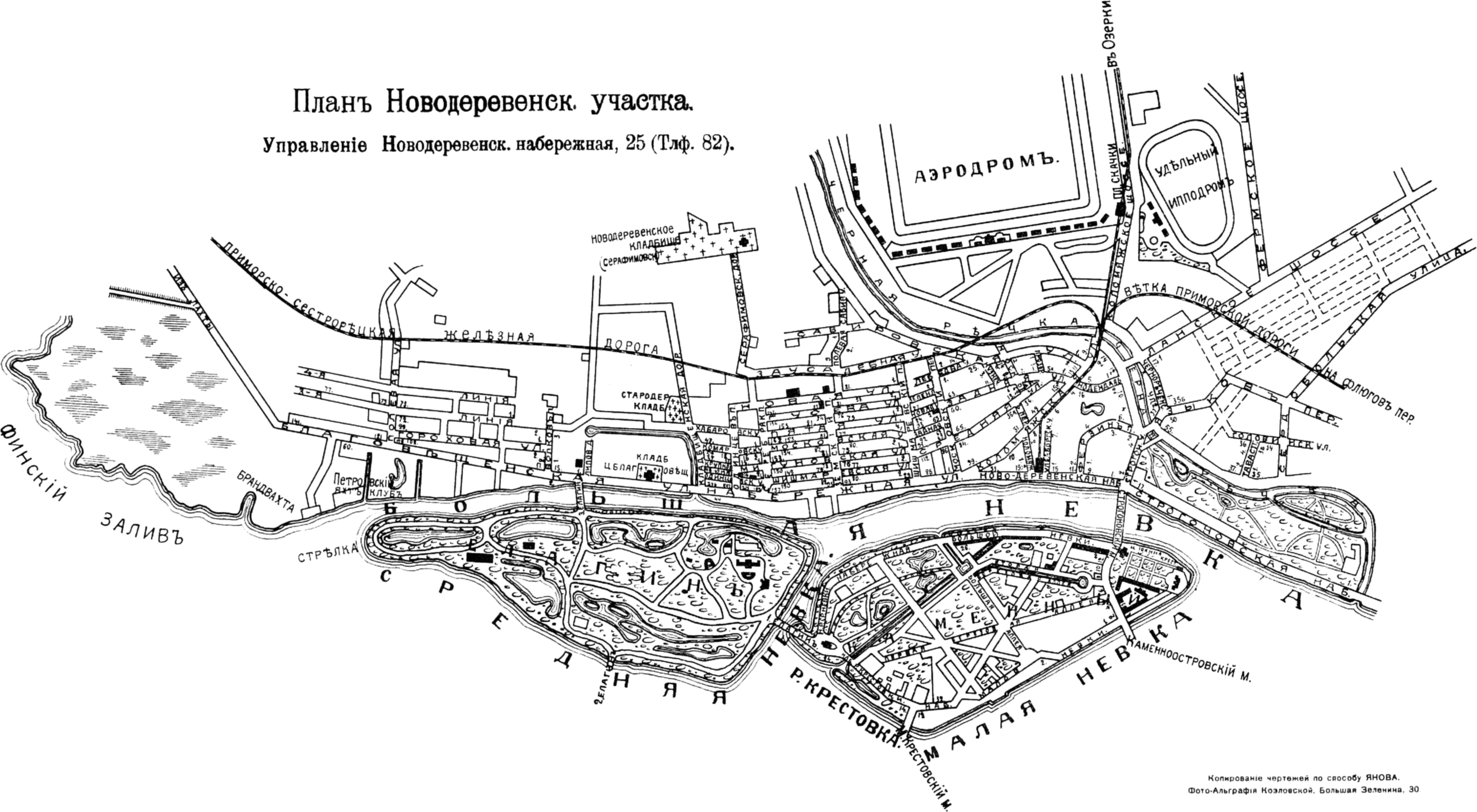
Новодеревенский участок на карте из справочника «Весь Петербург» за 1913 год.

## История

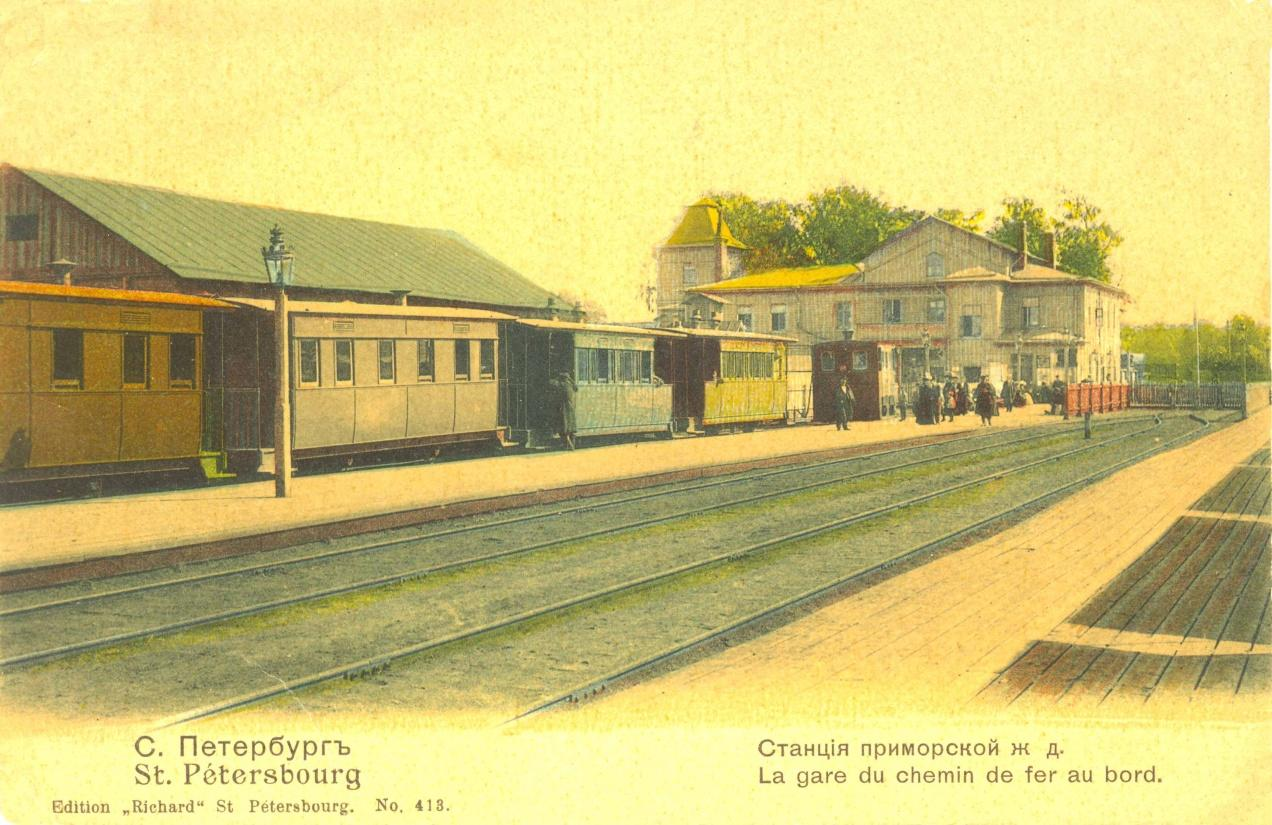
Вокзал Приморской железной дороги (Новая Деревня)

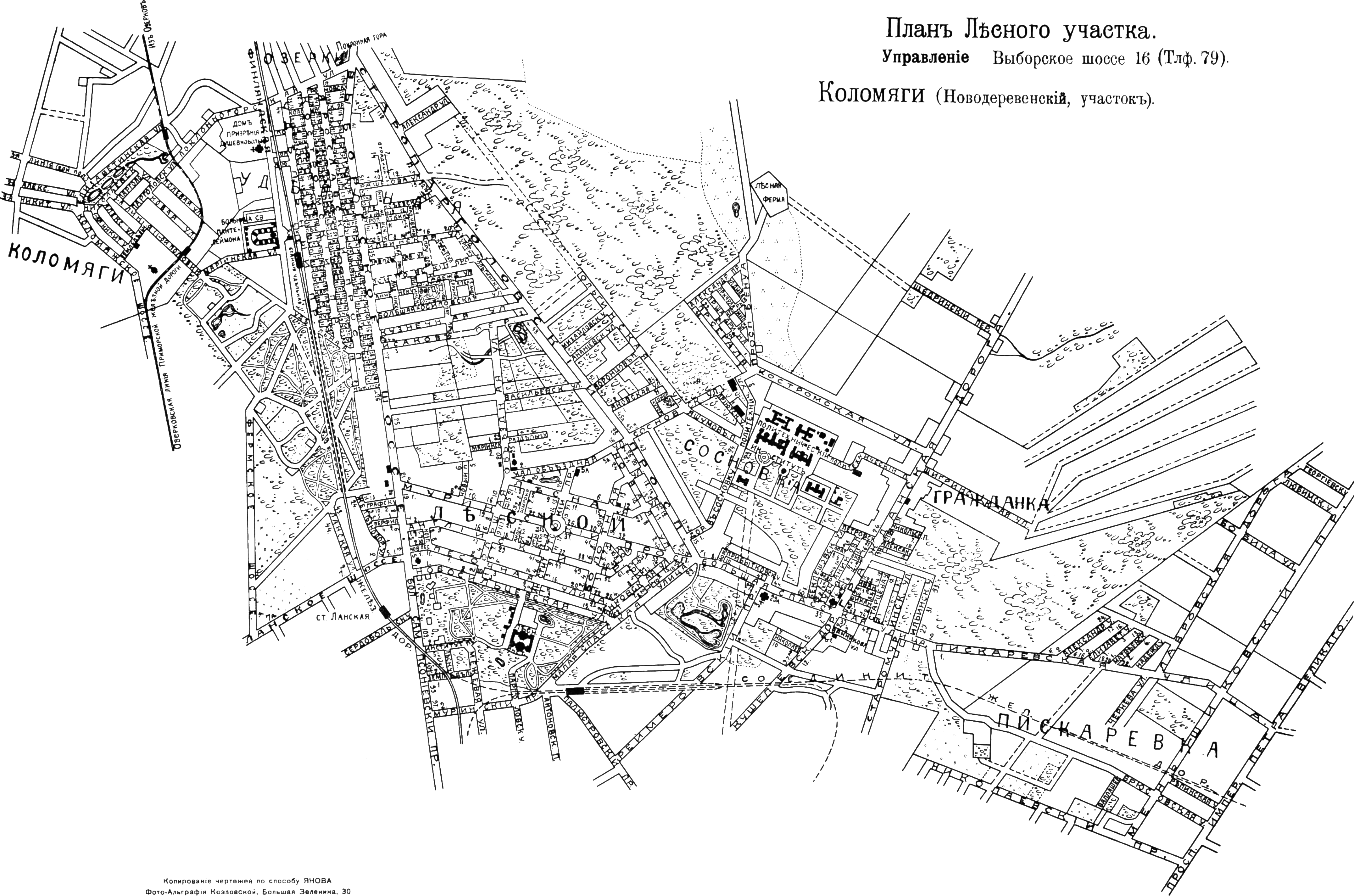
Коломяги, как часть Новодеревенского участка на карте из справочника «Весь Петербург» за 1913 год.

Деревня возникла в середине XVIII века как поселение крепостных крестьян графа Бестужева-Рюмина, переселённых в Петербург с Украины для строительства дворца и парка на Каменном острове. Новой её стали называть по отношению к Старой Деревне, расположенной западнее, напротив Елагина острова.
После Бестужева-Рюмина имением владел его племянник — князь А. Н. Волконский. В 1789 году незамужняя дочь князя Волконского, Анна Алексеевна, продала имение, в которое помимо Новой деревни входили деревни Старая и Коломяги сыну Саввы Яковлева — Сергею.
Согласно материалам по статистике народного хозяйства Санкт-Петербургского уезда, расположенное в Новой Деревне имение Кинь-Грусть площадью 254 десятины принадлежало жене действительного статского советника А. А. Дурасовой, имение было приобретено до 1868 года. Огороды и сенокосы хозяйка сдавала в аренду, сдавались также рыбные ловли, охота с охотничьим домиком и 8 дач. Кроме того, в Новой Деревне находились имения дворянина Н. А. Одинцова (106 дес.) и коллежского асессора И. Н. Сабира (17 дес.), также приобретённые до 1868 года.
В Новой Деревне, близ Новодеревенской набережной находился вокзал Приморской железной дороги.
Во 2-й половине XIX века здесь процветали увеселительные сады «Аркадия» и «Ливадия», принадлежавшие оперному певцу И. Я. Сетову и «Кинь грусть», открытый антрепренёром М. В. Лентовским в начале 1870-х годов. 
17 десятин земли в Новой Деревне принадлежали князю Белосельскому-Белозерскому. Участок земли без построек был куплен им в 1881 году за 1500 рублей и был отдан в распоряжение местных крестьян за право охотиться на их землях.
В 1910 году к западу от Удельного ипподрома и Озерковской линии Приморской железной дороги был сооружён первый в России частный аэродом (Корпусный аэродром и Гатчинский аэродром принадлежали военному ведомству). Для сбора средств на его сооружение было создано товарищество «Крылья», по названию которого аэродром иногда именуется в современных источниках: «У нас в Петербурге имеется довольно хорошо оборудованный аэродром «Крылья» на Комендантском поле в Коломягах». На аэродроме «Крылья» проводились праздники воздухоплавания, испытывались и осваивались различные типы аэропланов, как русских, так и зарубежных. Отсюда совершил первый перелёт в Кронштадт авиатор Г. В. Пиотровский. В 1910 году авиаторы Лев Мациевич и Михаил Ефимов осуществили первые ночные полёты. В сентябре того же года на аэродроме при массовом стечении зрителей, пришедших на Первый Всероссийский праздник воздухоплавания произошла первая катастрофа в истории отечественного воздухоплавания, в которой капитан Мациевич погиб. В 1912 году на месте его гибели был установлен памятный камень по проекту архитектора И. А. Фомина.
В настоящее время
В настоящее время существует станция Новая Деревня на Сестрорецком направлении Октябрьской железной дороги.